# Vägtistelblomfluga
Vägtistelblomfluga (Cheilosia grossa) är en tvåvingeart som först beskrevs av Carl Fredrik Fallén 1817.  Vägtistelblomfluga ingår i släktet örtblomflugor, och familjen blomflugor. Arten är reproducerande i Sverige.

## Bildgalleri

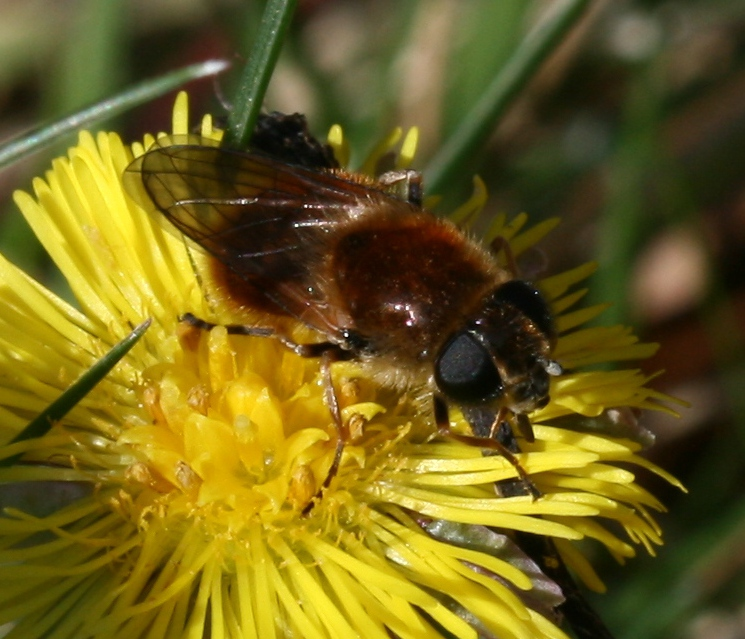
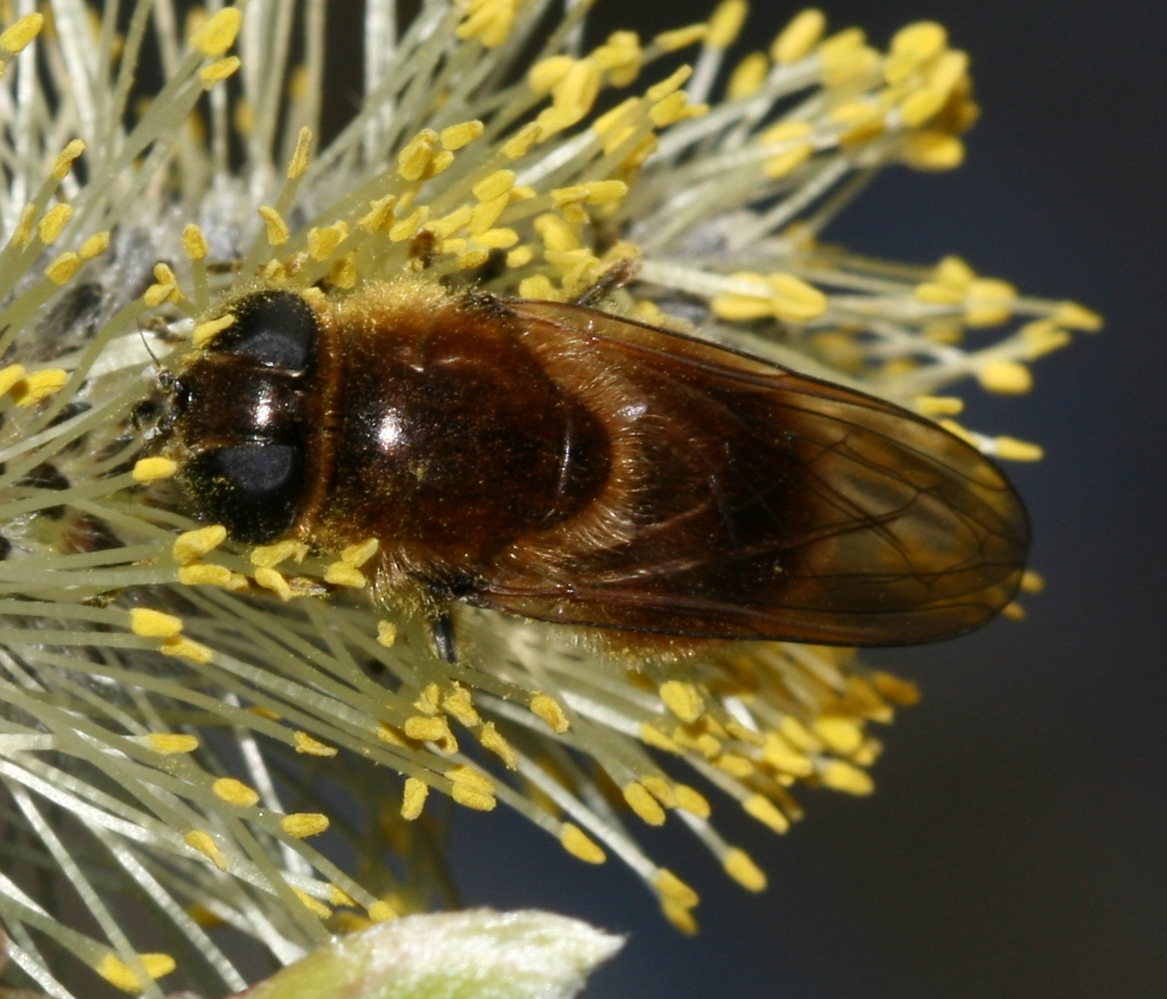
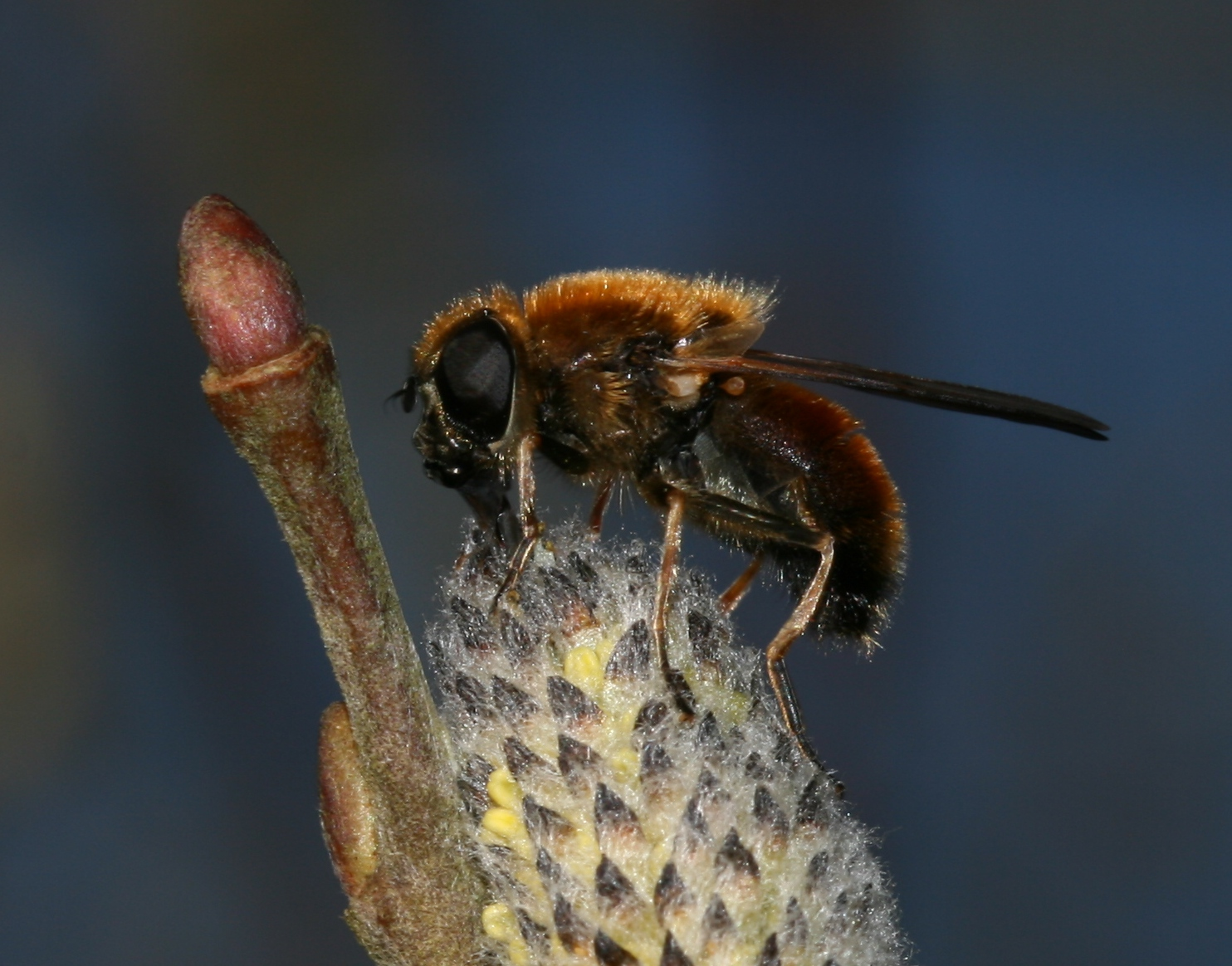
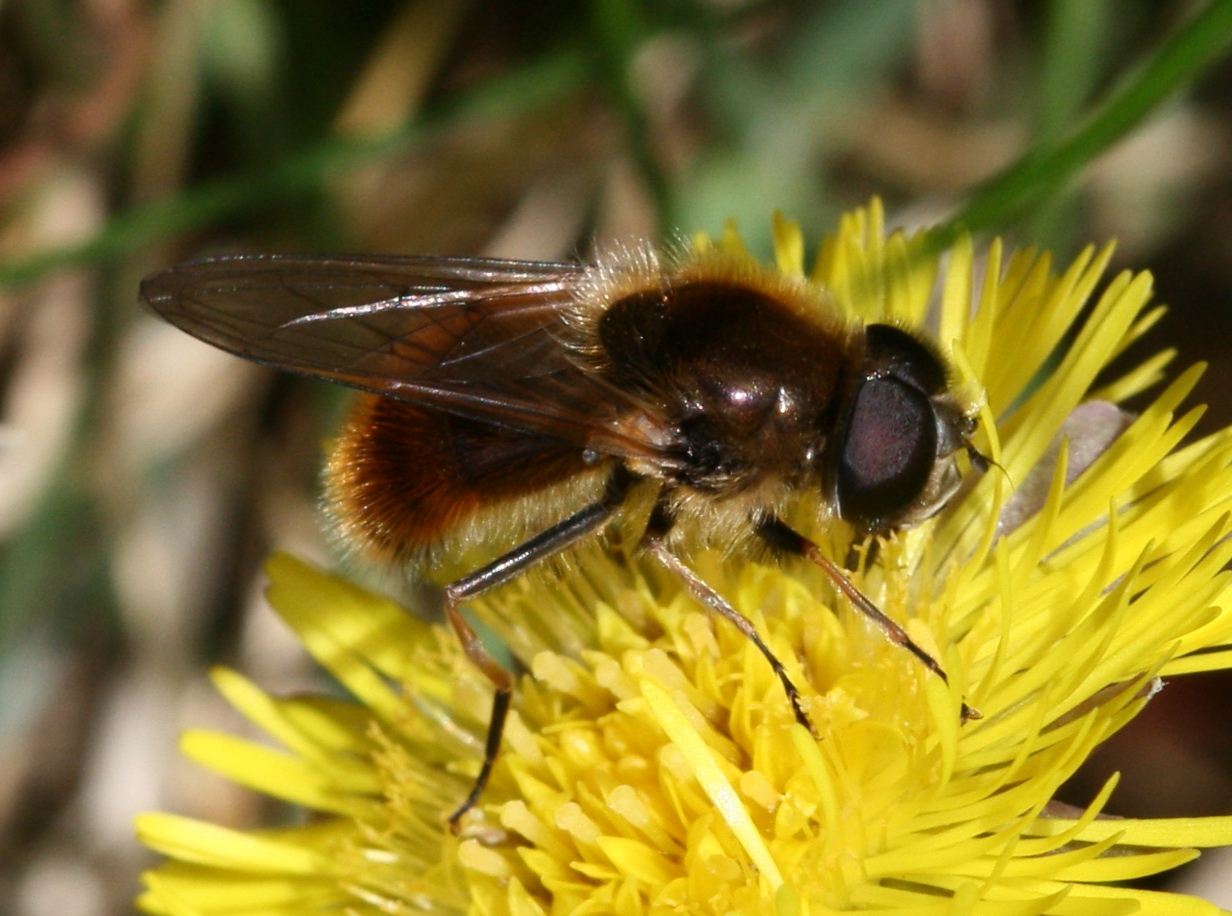
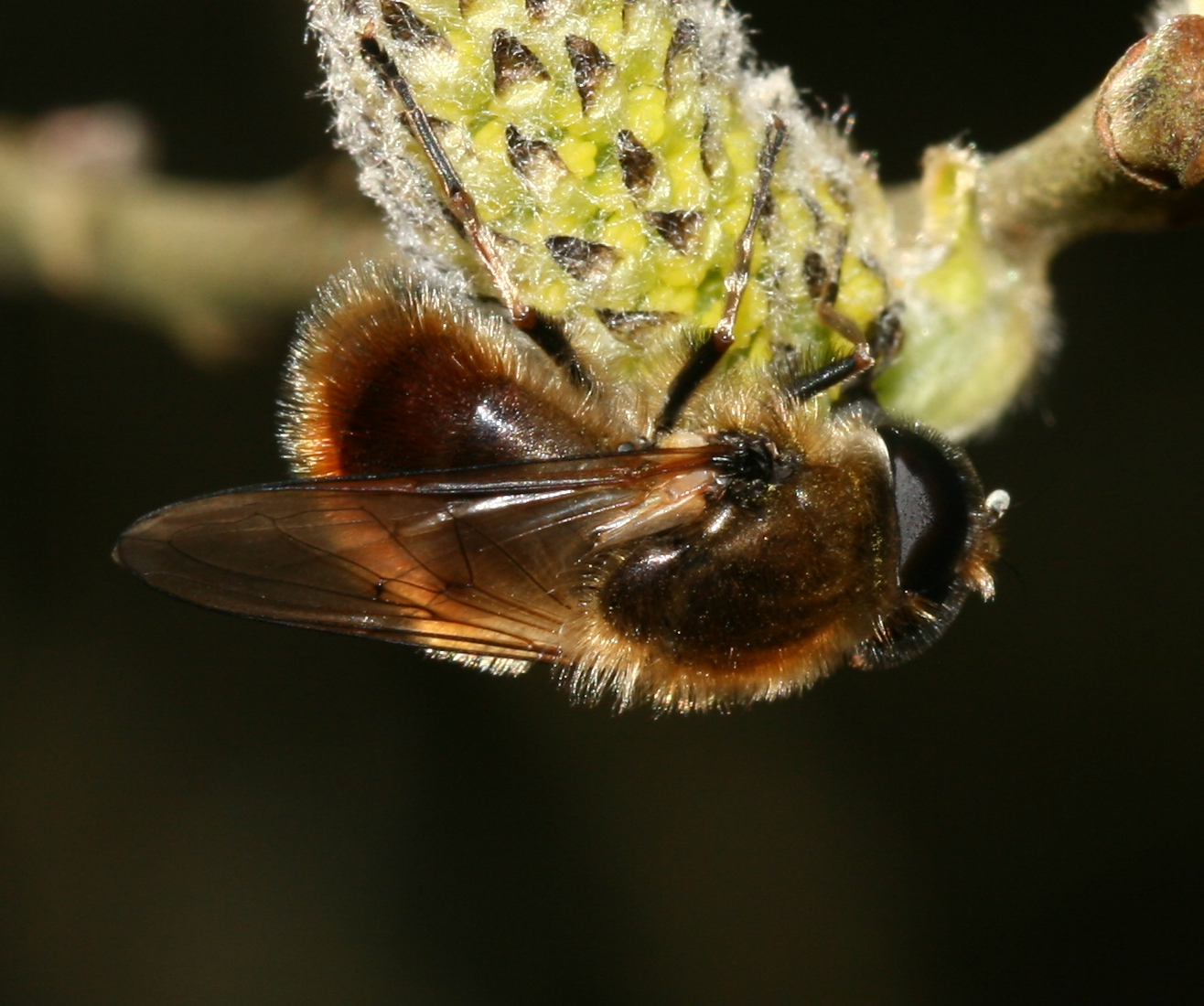
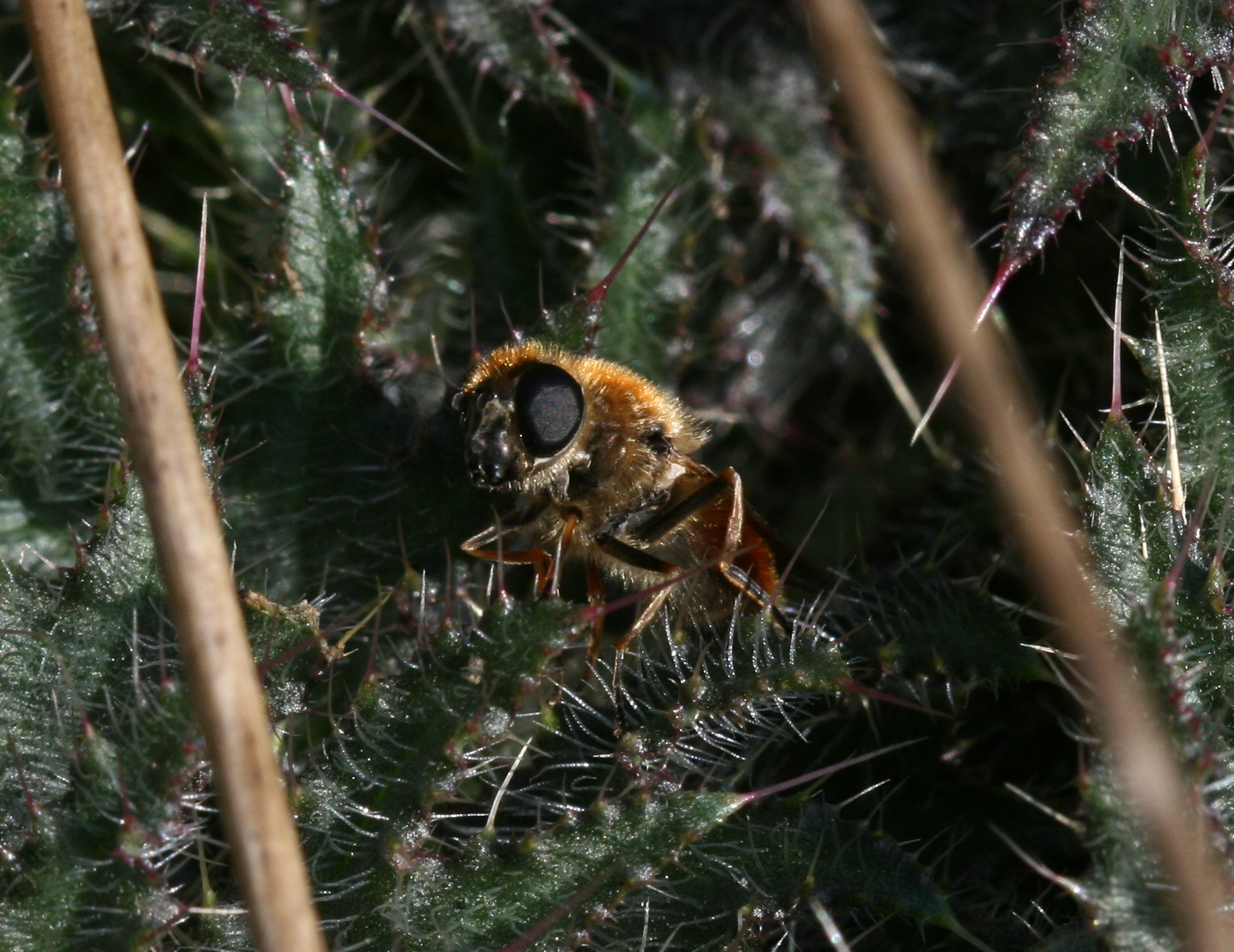